# Louis de Règemorte

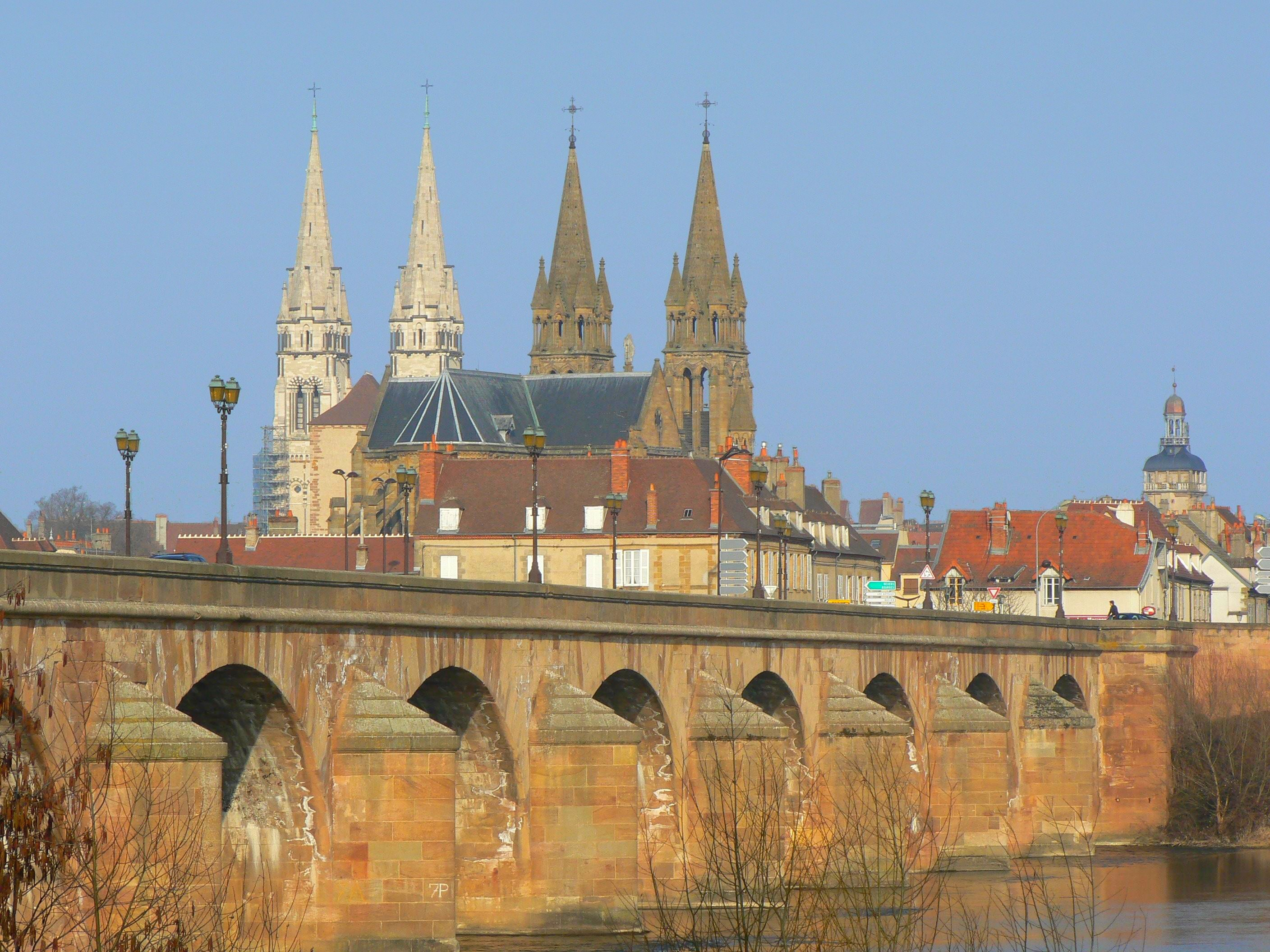
Ponte di Moulins costruito da Louis de Règemorte.

Louis de Règemorte talvolta indicato come Louis de Régemortes (Strasburgo, 1709 – Montargis, 18 aprile 1774) è stato un ingegnere francese, fratello minore di Antoine.

## Biografia
Il nome di Règemorte è detenuto da quattro ingegneri della stessa famiglia nel XVIII secolo, ed è per merito di M. Vignon che conosciamo, in modo preciso, la parte avuta da ciascuno di essi nelle grandi opere di quel periodo..
Louis de Règemorte, il terzo figlio di  Jean-Baptiste, era stato affiancato a  suo fratello Noël, nel 1742, per il doppio servizio di turcies e levées della Loira, e dei canali di Orléans e di Loing. In questa duplice veste, realizzò un gran numero di opere idrauliche nel bacino della Loira, tra cui il ponte Vouvray sul fiume Cisse con tre archi ribassati con luci da diciotto a venti metri. Ma l'opera che illustrò il suo nome fu la costruzione del ponte Moulins che attraversa l' Allier, i ponti successivi del secolo precedente e il ponte in costruzione di Mansard spazzato via dalla piena del fiume Allier.
Il successo del progetto redatto da Louis de Règemorte è dovuto principalmente alla creazione di una muratura generale, fortemente difesa contro l'azione dell'acqua per prevenire l'effetto disastroso delle inondazioni che avevano provocato la rovina delle opere iniziate nello stesso punto, dal 1679 al 1689.
Il ponte di Moulins venne realizzato dal 1753 al 1763, e su invito di Daniel-Charles Trudaine, Règemorte pubblicò, nel 1771, la descrizione di questi grandi lavori e dei progressi importanti per l'arte delle costruzioni.
Dal 1749 al 1756, lavorò alla modernizzazione delle canalizzazioni del fiume Ourcq, in cui installò delle vere e proprie chiuse (il canale di Ourcq venne poi costruito soltanto dal 1802).
Nel 1767 aveva presentato un progetto per la ricostruzione del ponte di Nevers, un progetto modellato su quello di Moulins il cui lavoro venne terminato solo nel 1778. Louis de Règemorte aveva ricevuto un premio speciale di 20000 livre francesi dopo il completamento del ponte di  Moulins.
Morì nel 1774 a Montargis, senza lasciare eredi.